# Benson (Pensilvânia)
Benson é um distrito localizado no estado norte-americano de Pensilvânia, no Condado de Somerset. A cidade é mais comumente conhecida pelos moradores locais como Hollsopple, que também é o nome da cidade no Serviço Postal dos Estados Unidos.
A comunidade recebeu o nome em homenagem a Charles Hollsopple, o proprietário original do local da cidade.

## Demografia
Segundo o censo norte-americano de 2000, a sua população era de 194 habitantes. 
Em 2006, foi estimada uma população de 181, um decréscimo de 13 (-6.7%).

## Geografia
De acordo com o United States Census Bureau tem uma área de 
0,8 km², dos quais 0,8 km² cobertos por terra e 0,0 km² cobertos por água.

## Localidades na vizinhança
O diagrama seguinte representa as localidades num raio de 12 km ao redor de Benson. 